# Siágrio de Autun
São Siaágrio é um santo da Igreja Católica comemorado a 27 de agosto.

## Biografia
Foi bispo de Autun, na França, entre ceca de 560 a 600, quando faleceu, a 27 de agosto. Foi muito atuante,tanto na vida eclesiástica como na política. Foi incumbido de restabelecer a paz no mosteiro de Santa Radegunda, em Poitiers. Acompanhou o rei São Gontrão da Borgonha, quando este foi a Narrante, para o batismo de Clotário II. Por recomendação de São Gregório Magno hospedou Santo Agostinho de Cantuária, quando de este foi para Inglaterra. O mesmo papa lhe confiou muitas outras missões importantes, pelo que lhe concedeu o privilégio do uso do pálio, mesmo sem ter sido elevado à dignidade arquiepiscopal, decretando que seus sucessores deveriam ter precedência sobre os outros bispos franceses, exceto sobre o arcebispo de Lyon.
Suas relíquias estão no Vale da Graça (Val-de-Grace), em Paris.